# Paški most
Paški most je armiranobetonski lučni most koji preko Ljubačkih vrata u Zadarskoj županiji spaja otok Pag s kopnom, na državnoj cesti D106. Paški most pušten je u promet 17. studenog 1968. godine. Most je dugačak 301 metar, a širok 9 metara. Raspon luka iznosi 193,2 metra, a visina strelice je 27,6 metara. Omjer visine strelice i njegovog raspona je 1/7, što ga svrstava u spljoštene lukove. Most kod Fortice izgradilo je građevinsko poduzeće "Mostogradnja" prema nacrtu inž. Ilije Stojadinovića.
Za Domovinskog rata Paški je most bio jedina spona između srednjeg i južnog dijela Jadranske Hrvatske, Hercegovine i Bosne s jedne, i sjevernog dijela Jadranske Hrvatske (Kvarnera i Istre) te kontinentalnog dijela Hrvatske, s druge strane. Njime su prolazili brojni prognanici i izbjeglice, preko njega je išlo naoružanje, hrana i vojska i zbog toga su ga u više navrata napadali zrakoplovi JNA. Nedugo nakon rata most je u cijelosti obnovljen.
Most je ponovno obnovljen 2020. godine, a radovi su uključivali sanaciju korozije armature armiranobetonske konstrukcije kao i pjeskarenje nadlučne konstrukcije, zaštitu od korozije te ponovno bojanje.

## Vanjske poveznice
- Livajić, Pero. Priča o jednom prkosnom mostu. Zadarski regional. Inačica izvorne stranice arhivirana 20. studenoga 2018. Pristupljeno 12. lipnja 2022. Prenosi dugirat.com